# توچوبایوو
توچوبایوو (به لاتین: Tuchubayevo) یک منطقهٔ مسکونی در روسیه است که در باشقیرستان واقع شده‌است.